# Wieś i Zaścianek
Wieś i Zaścianek – polski tygodnik wydawany w latach 1917–1918 przez Komitet Wykonawczy Rady Polskiej Ziemi Mińskiej. Czasopismo stanowić miało organ propagujący interesy Rady wśród chłopów i szlachty zaściankowej zamieszkujących Mińszczyznę. Jego deklarowanym celem było nauczanie ludu myślenia i czytania po polsku, informowanie go o sytuacji politycznej i upowszechnianie postępu gospodarczego. Pierwszy numer ukazał się we wrześniu 1917 roku. Numer 4. ukazał się 28 stycznia (10 lutego st. st.) 1918 roku. Data wydania ostatniego numeru jest nieznana.